# Zweihaak

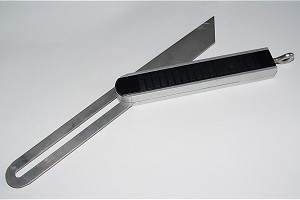
Zweihaak of zwaaihaak

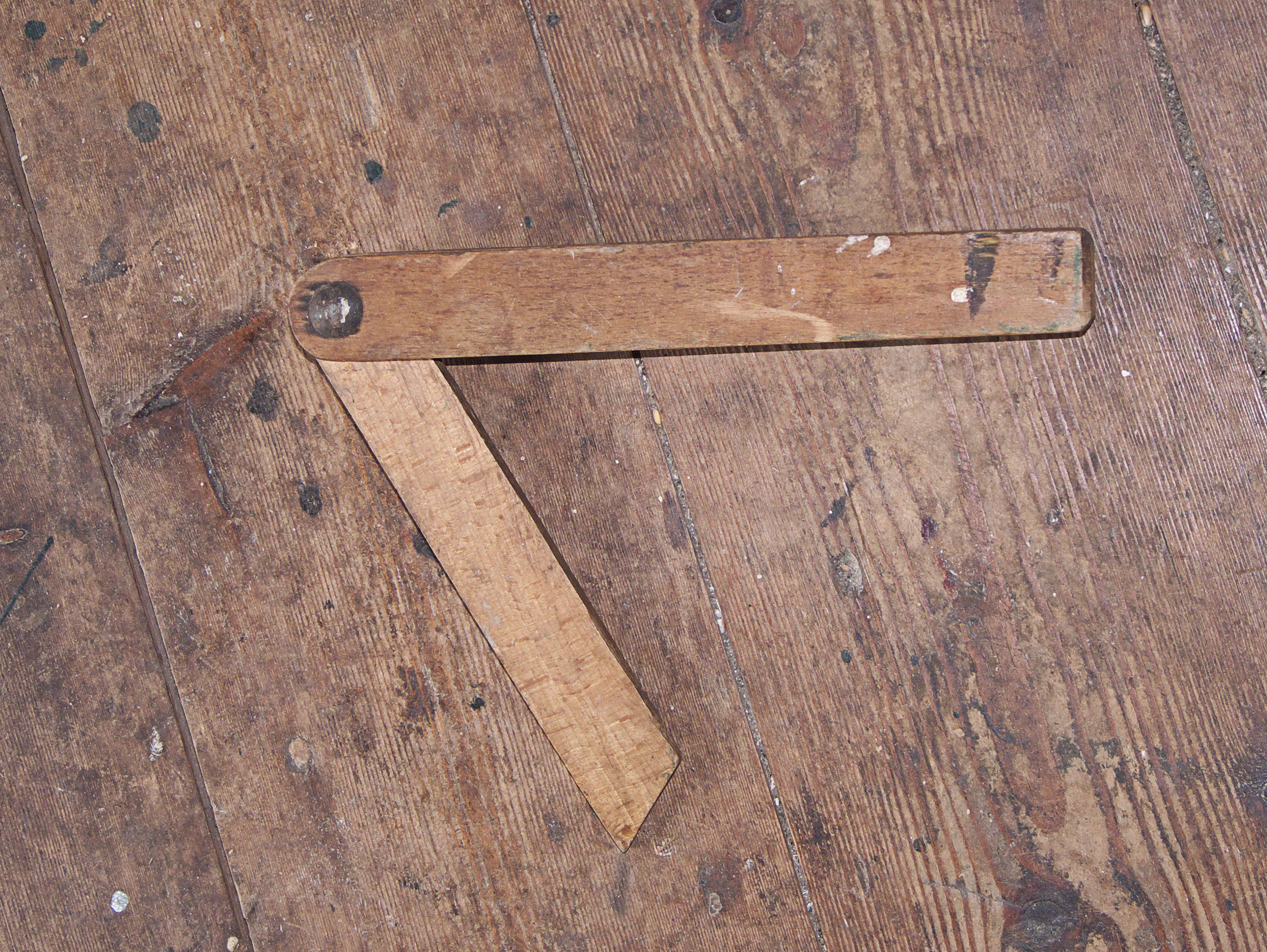
Zwaaihaak van hout

Een zweihaak of zwaaihaak en zwei is een stuk handgereedschap dat vooral door timmerlieden wordt gebruikt om alle mogelijke hoeken te "meten" en over te brengen. 
Het bestaat uit twee losse gedeelten die met een schroef aan elkaar zijn bevestigd en die ten opzichte van elkaar kunnen bewegen. Met het aandraaien van de schroef wordt de hoek vastgelegd om deze vervolgens te kunnen aftekenen. Op deze manier kan men nauwkeurig zonder te meten bepalen onder welke hoek bijvoorbeeld een verstek gezaagd moet gaan worden. Dit verkleint de kans op fouten. Met name hout wordt met de zweihaak afgetekend, maar ook wordt het bijvoorbeeld vaak gebruikt bij het leggen van vloerbedekking op gedraaide trappen (treden).
Eenzelfde gereedschap, maar met een vaste hoek van 90°, heet schrijfhaak, winkelhaak of blokhaak. Er is ook een dubbele zwei uitgevoerd als combinatieschrijfhaak. De meeste zwaaihaken zijn van metaal, maar er zijn er ook van hout (die zijn veelal groter).